# Торов Дмитро Григорович
Дмитро Григорович Торов (25 жовтня 1877 — 8 серпня 1936) — художник-архітектор, педагог.

## Біографія
Народився 25 жовтня 1877 року в Мелітопольському повіті Таврійської губернії в родині купця. У 1898 році поступив, а 1906 році закінчив Петербурзьку академію мистецтв і отримав звання художника-архітектора за проект кафедрального собору для губернського міста.
В 1906 році закінчив педагогічні курси при цій же Академії мистецтв, де отримав свідоцтво І-го розряду на право викладання малювання в середніх навчальних закладах. В 1906—1910 роках викладав малювання, креслення і чистописання в Київському 2-х класному училищі імені М. Х. Бунге, Київській жіночій гімназії «Групи батьків», чоловічій гімназії М. А. Стельмашенка.
Працював у Києві й Харкові на початку XX століття, вживаючи форми модерну і модернізованих історичних стилів.
Був одружений з Олександрою Амаєвою, діти: Наталія, Ольга.

Могила Дмитра Торова

Помер 8 серпня 1936 року. Похований в Києві на Лук'янівському цвинтарі (ділянка № 20, ряд 8, місце 4).

## Будівлі
Серед творів у Києві:
- Прибутковий будинок Б. Мороза на вулиці Володимирській № 61/11 (1910);
- Торговий дім І. Закса на вулиця Хрещатик № 6 (1910—1913 роки, співавтор Й. Зекцер)[1].
- Комплекс споруд Товариства швидкої медичної допомоги на вулиці Рейтарській № 22, лікарні — № 24 (1912—1914 роки, співавтор Й. Зекцер).